# San Julián de Arbas
San Julián de Arbas (en asturiano y oficialmente: San Xulianu) es una parroquia del concejo de Cangas del Narcea, en el Principado de Asturias, España.

## Localidades
Las localidades de la parroquia son las siguientes:
- Arbas
- Corros
- La Fonda
- Gelán (Xilán)
- Lindota (Ḷḷindouta)
- Miravalles (Miravaḷḷes)
- Otardejú (Tardexugu)
- El Otero (L'Outeiru)
- Riomolín (Rimolín)
- San Julián de Arbas (San Xulianu)
- San Romano de Arbas (San Romanu d'Arbas)
- Vega de Rey (Veigairréi)
- Vegameoro (Veigaimiedru)
- Villager (Viḷḷaxer)
- Villar de Roguero (Viḷḷar de Rogueiru)
- La Chabola de Vallado (La Chabola)